# Porod koncem pánevním
Porod koncem pánevním je, když se dítě narodí nejprve zadní části namísto hlavy. Přibližně 3–5 % těhotných žen v termínu (37. až 40. týden těhotenství) rodí dítě koncem pánevním.
Většina dětí v pozici koncem pánevním dolů se rodí císařským řezem, protože byl v minulosti vnímán jako bezpečnější než vaginální porod. Aktuální trendy v porodnictví ukazují, že naprostá většina dětí obrácených koncem pánevním však může přijít na svět zcela bez problémů, případné problémy jsou však oproti porodům dětí obrácených hlavičkou dolů přece jen o něco častější.
Až v 70. letech dovedlo předjímání možných komplikací porodníky k závěru, že by se děti obrácené koncem pánevním měly rodit císařským řezem, do té doby bylo zvládání takových porodů vaginální cestou součástí porodnictví.  Do dnešní doby už ale řada studií ukázala, že přechod od převážně vaginálních porodů k císařským řezům, nevedl ke zmizení rozdílu mezi výsledky porodů dětí narozených hlavičkou dolů a dětí otočených koncem pánevním.
Lékaři a porodní asistentky v rozvojovém světě tak ztratili mnoho dovedností potřebných pro bezpečnou asistenci ženám, které vaginálně rodí dítě otočené koncem pánevním. Porod všech takových dětí císařským řezem v rozvojových zemích je obtížné realizovat, protože na poskytování této služby nejsou vždy k dispozici potřebné zdroje.

## Typy
Druhy porodu koncem pánevním závisí na tom, v jaké poloze jsou nohy dítěte.
- pánevní konec neúplný řitní znamená, že jsou nohy dítěte nahoře vedle břicha, kolena rovná a nohy vedle uší.
- úplná poloha koncem pánevním je, když dítě sedí se zkříženýma nohama, s nohama ohnutýma na bocích a kolenou.
- neúplná poloha koncem pánevním je, když na pánev naléhají kolena nebo nohy dítěte. Toto je častější u dětí narozených předčasně nebo před datem jejich porodu.[3]

Kromě výše uvedeného lze narození v koncem pánevním, u kterého je křížová kost (sacrum) jmenovatelem plodu, klasifikovat podle polohy plodu. Takto existují všechny sacro-anterior, sacro-transverse a sacro-posterior pozice, ale nejběžnějším porodem je poloha levá sacro-anterior. Sacro-anterior označuje snadnější porod ve srovnání s jinými formami.

## Dvojčata

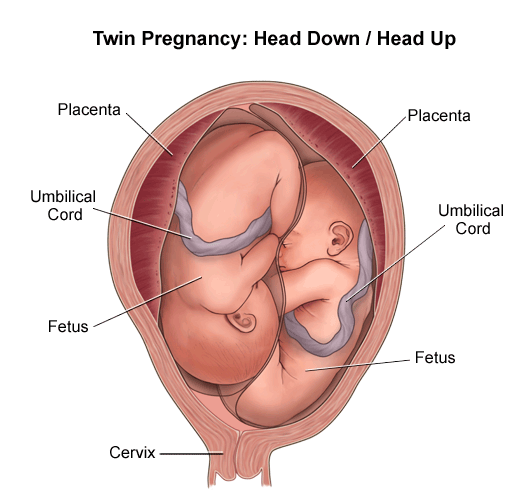
Zamčená dvojčata (otočené a neotočené)

U těhotenství dvojčat je velmi běžné, že jedno nebo obě děti jsou v pozici koncem pánve dolů. Dvojčata většinou nemají šanci se otočit, protože se rodí předčasně. Pokud jsou obě děti v poloze koncem pánevním a matka rodí předčasně, může být nejlepší volbou císařský řez. Přibližně 30–40 % dvojčetných těhotenství má za následek, že pouze jedno dítě je v pozici koncem pánve. Pokud tomu tak je, mohou se děti narodit vaginálně. Po porodu prvního dítěte, které není v poloze koncem pánve, se může dítě, které je v poloze koncem pánve, otočit, pokud k tomu nedojde, může být proveden jiný postup nazývaný extrakce závěru. Extrakce závěru je postup, při kterém porodník popadne nohy druhého dvojčete a vtáhne ho do porodního kanálu. Pomůže to s porodem druhého dvojčete vaginálně. Je-li však druhé dvojče větší než první, mohou vzniknout komplikace s vaginálním porodem druhého dvojčete a měl by být proveden císařský řez. Občas může být první dvojče (dvojče nejblíže k porodnímu kanálu) v poloze koncem pánve dolů, zatímco druhé dvojče je v hlavové poloze (vertikální). V takovém případě jsou rizika komplikací vyšší než obvykle. Zejména závažná komplikace je známá jako zamčená dvojčata. To je, když obě děti během porodu blokují své brady. Pokud k tomu dojde, měl by být ihned proveden císařský řez.